# Орлино
Орлино е заличено село намиращо се на 6 км от гр. Сърница. Орлино се намира в подножието на рида Дъбраш в Западните Родопи. Старото име на селото е Божалан. След като е построен язовир Доспат, хората живеещи в селото са преселени в Сърница. Всички жители на Орлино са били помаци. По време на Втората световна война в близост до Орлино е имало секретно немско летище, което сега е потопено под язовира. В наши дни, край Орлино може да се развива туризъм.